# Refinació electrolítica

Refinació electrolítica del coure

La refinació electrolítica o electrorefinació és el procés mitjançant el qual materials, normalment metalls, es purifiquen utilitzant una cel·la electrolítica. La cel·la consisteix d'un ànode, consistent d'un metall impur i un càtode consistent del mateix material però d'elevada puresa ambdós summergits en una solució que conté cations del material. Quan un corrent es fa passar entre els dos elèctrodes, els àtoms del metall impur passen a la dissolució per depositar-se a sobre del metall pur, augmentant així la seva puresa.

## Aplicacions
La refinació electrolítica en medi aquós és un procés àmpliament utilitzat en la indústria metal·lúrgica per a la purificació de metall nobles tals com el coure, la plata, el platí i l'or, ja que aquest procés requereix que els metalls siguin fàcilment reduibles en dissolució aquosa.
També s'ha experimentat amb el procés per a la recuperació de materials tals com l'urani i el plutoni de combustibles nuclears usats.

## Procés
El procés de refinació electrlítica es basa en una oxidació del material impur per posteriorment reduir-lo deixant enrere les seves impureses.
Per exemple en el cas de l'argent, les reaccions que tenen lloc en els elèctrodes són les següents:
{\displaystyle {\text{Dissolució anòdica: }}}{\displaystyle {\ce {Ag^0 -> Ag^+ + e^{-}}}}
{\displaystyle {\text{Reducció catòdica: }}}{\displaystyle {\ce {Ag^+ + e^{-}-> Ag^0}}}
En aquest cas, la plata metàl·lica es deposita en forma de cristalls amb morfologia d'agulles fines que es retiren constantment per evitar un curtcircuit entre els elèctrodes.
Idealment el procés de refinació electrolítica aconsegueix el material objectiu selectivament, però a la pràctica, la selectivitat del procés depèn de diversos factors tals com la composició del material impur i de la solució, així com les condicions de reacció tals com el voltatge aplicat o la densitat de corrent.